# Marie-Thérèse Bruguière
Marie-Thérèse Bruguière, née le 26 octobre 1942 à Mauguio (Hérault), est une femme politique française.

## Biographie
Cadre administratif hospitalier de profession, elle est élue sénatrice UMP du département de l'Hérault le 21 septembre 2008.
En deuxième position de la liste UMP derrière François Commeinhes lors des élections de 2014, elle n'est pas réélue.
En mars 2015, elle est élue conseillère départementale du canton de Mauguio en tandem avec Brice Bonnefoux,,.
Après un premier mandat de septembre 2008 à septembre 2014 (où elle n'est pas réélue), le 1er octobre 2017, elle redevient sénatrice à la suite de la démission de François Commeinhes, l'un des 41 sénateurs à avoir choisi de privilégier ses mandats locaux en vertu de la loi du 14 février 2014 sur le non-cumul des mandats en France,. Elle quitte dès lors son mandat exécutif local à la mairie de Saint-Aunès et la vice-présidence de la Communauté d'agglomération du Pays de l'Or. Elle ne se représente pas aux élections sénatoriales de 2020.

## Décoration
- Chevalier de l'ordre national du Mérite (nommée en 2003)[8]

## Détail des mandats et fonctions

### Mandats
- Maire de Saint-Aunès de 1989 à 2017
- Vice-présidente de la communauté d'agglomération du pays de l'Or (2008-2017)
- Conseillère régionale du Languedoc-Roussillon de 1998 à 2008 (démissionnaire)
- Sénatrice de l'Hérault de 2008 à 2014
- Conseillère départementale de l'Hérault (canton de Mauguio) de 2015 à 2021